# Zo'é

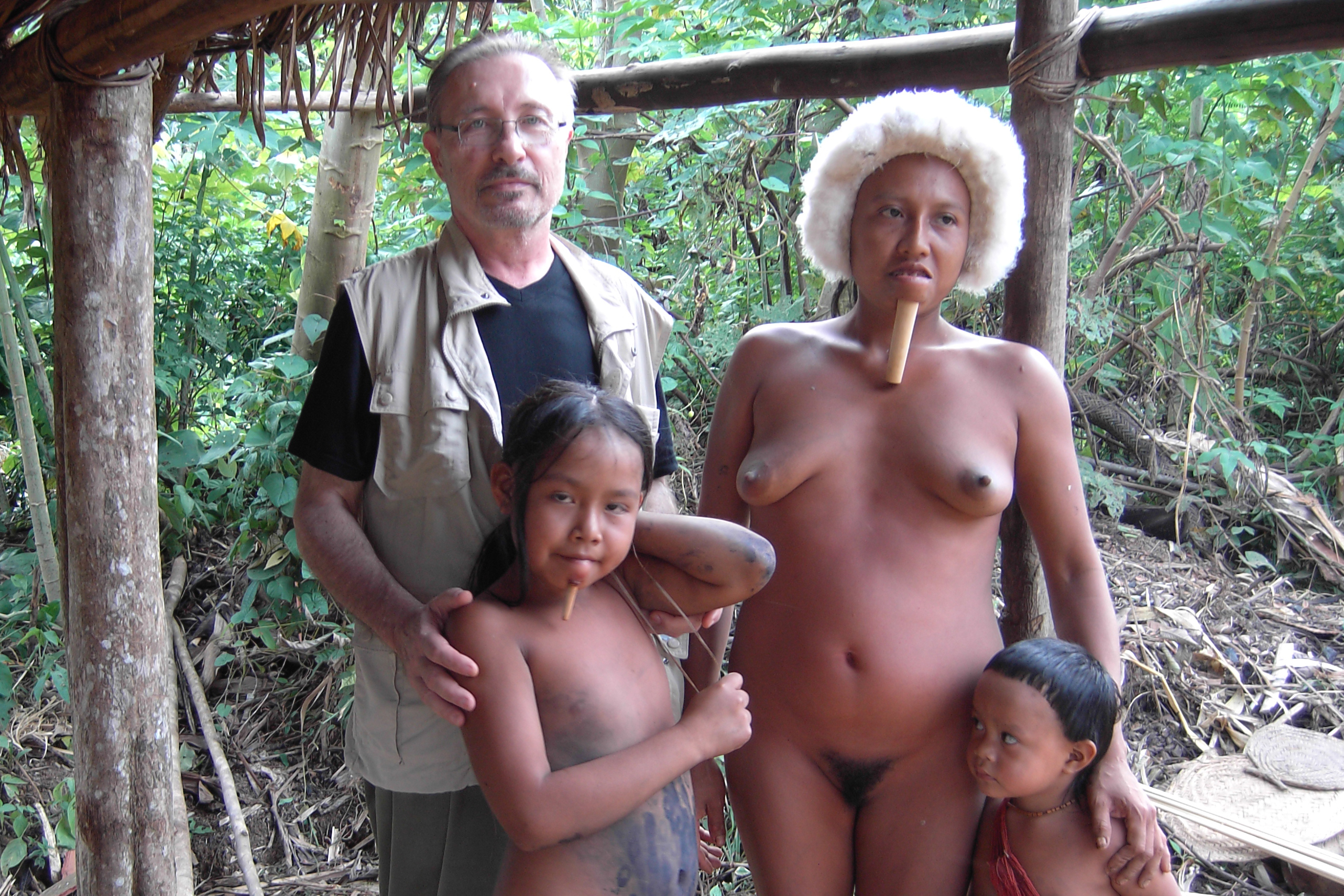
Journalisten Albert Abril på besök hos en zo'éfamilj 2007.

Zo'é (också känd som “the Marrying tribe”) är ett folk i delstaten Pará, i kommunen Óbidos, vid floden Cuminapanema i Brasilien. De är ett folk med språket Tupí-guaraní.
De är kända som poturu, poturujara eller buré. Beteckningen "zo'é" betyder "vi", i motsättning dem som inte är indianer eller fiender. Namnet "poturu" är det träslag av vilket de tillverkar ”embe'po” den piercing som de bär på underläppen.

## Kultur
Zo’é mötte tidigast västerländsk kultur år 1987, när de fick kontakt med amerikanska missionärer. Eftersom zo’é saknade immunitet mot vanliga sjukdomar dog en fjärdedel av dem. Fortsatt kontakt förbjöds därför av Fundação Nacional do Índio (FUNAI), och de lämnade området 1991.
Språket de talar tillhör undergrupp VIII av tupí-guaraní.
In the state of Para, Northern Brazil, in one of the last still largely unexplored rainforests in the world, a new tribe, the Zo'é, was recently contacted. They live between the Amazon River and the country of Suriname. The Zo'é are part of the Tupi linguistic group. Little is known about them. They are semi-nomadic hunters and gatherers. Their favorite prey is monkey, which is plentiful in the region during the dry season. During the rainy season, the Zo'é rely on a root plant called Maniok, which must be processed into flour to avoid its poisonous properties.–Jean-Pierre Dutilleux
Alla zo'é bär en poturu, en träplugg som piercing på underläppen. Hos zo'é finns en tradition där nyblivna fäder får baksidan på sina vader rispade med 'tanden av en liten gnagare'.
Ritualerna för bröllop hos zo'é är komplexa och ännu inte helt undersökta. Det är inte känt hur många hustrur eller män de tillåts ha. Många kvinnor är polyandriska, det vill säga att de har två eller flera män. En eller flera av dem kan vara "lärjungar", unga män som undervisas i hur man ska bli en god make, och betalar för undervisningen genom att bidra till familjens försörjning genom med jakt.
Alla lever helt utan kläder.